# Convento de la Preciosísima Sangre de Cristo (Alicante)
El convento de la Preciosísima Sangre de Cristo en Alicante (siglo XVIII) es un edificio religioso situado en pleno casco histórico alicantino, integrado hasta 2019 por monjas canónigas agustinas de clausura y actualmente vacío, y que fue construido inicialmente como Real Colegio de la Compañía de Jesús, donde los jesuitas residieron e impartieron enseñanza hasta su expulsión.

## Historia

### Real Colegio de la Compañía de Jesús
Fue una invitación del Consejo de la ciudad lo que trajo, en los comienzos del siglo XVII, a la Compañía de Jesús a establecerse en Alicante, y un jesuita alicantino, el padre Teófilo Berenguer, en 1613 facilitó su venida con su propia herencia familiar. En 1629 se hizo realidad alojándose a los padres Jesuitas en la casita que albergaba en la planta baja la desaparecida ermita de Nuestra Señora de la Esperanza en la actual calle Maldonado. En 1635 adquirieron la casa contigua por el lado oeste de la capilla y con las obras pertinentes construyeron una residencia; después fue la finca contigua al este de la ermita, cedida por el Consejo de la ciudad al objeto de abrir una escuela de enseñanza primaria. Además se dedicaban al cuidado de enfermos y de los presos, y en 1648 cuando la peste visitó Alicante estuvieron en primera línea de lucha contra la epidemia y de los siete miembros de la comunidad de jesuitas alicantina murieron tres. Con el paso del tiempo la comunidad reunió el dinero suficiente para comenzar en 1670 a construir una iglesia que colindaba con la medianera sur de la citada residencia, y que abrió su puerta principal por la actual calle de las Monjas, construcción que dirigió el sacerdote Bartolomé Pons. El altar mayor con una imagen de Jesús en la Cruz y la de Nuestra Señora de la Esperanza, en los muros del pequeño templo había altareses en hornacinas dedicados a los santos padres jesuitas Ignacio de Loyola fundador y Francisco Javier en el lateral derecho, según se entra, y el entonces beato Luis Gonzaga al lateral izquierdo. Tras el altar mayor una espaciosa sacristía. 

Escudo de Armas de Felipe V

Alicante, aunque con gobernador por debajo del virrey de Valencia, era el puerto más importante del antiguo Reino de Valencia por lo que formaba parte de los escenarios bélicos en el mar Mediterráneo de la guerra de los Nueve Años. Durante la contienda la flota de Levante de Luis XIV de Francia, con el vicealmirante Victor-Marie d'Estrées al mando, bombardearon a Alicante previo chantaje económico a la ciudad. Fondearon el día 21 en la ensenada de Babel (ver polígono Babel) llamada también «Puerto Grillo» y al día siguiente, domingo, tras exigir rescate a la ciudad y obtener la negativa de sus autoridades con el gobernador Jaime Borrás a la cabeza, comenzaron los bombardeos por la tarde del sábado 22. Sumiendo a la ciudadanía en pánico, fueron saliendo mayormente del núcleo urbano en busca de resguardo familias, mujeres, menores, personas de edad avanzada y las religiosas. En la ciudad había soldados y voluntarios civiles y militares, los religiosos permanecieron desempeñando labores de auxilio y de combate, pues algunos habían sido soldados antes. El mediodía del lunes 23 de nuevo d'Estrées volvió a proponer el chantaje y ante la negativa por la tarde retomó el bombardeo hasta la tarde del martes 24 de julio. Después, las fuerzas de defensa de la ciudad lograron impedir el desembarco de mosqueteros franceses por «el Baver». Hubo tregua hasta el 28 al anochecer en que volvieron a bombardear la ciudad, eran ya más de 4.000 bombas sobre la ciudad y poco quedaba ya de ella. El domingo 29 al amanecer apareció en la bahía de Alicante, entrando por el cabo de la Huerta, una escuadra de la Armada española compuesta de 22 embarcaciones comandada por Íñigo de la Cruz Manrique de Lara que acudía en auxilio de la ciudad y los espantó. Quedaba arruinada prácticamente toda la ciudad medieval, de entre los antiguos edificios góticos de bella factura que desaparecieron destacamos el antiguo ayuntamiento -sobre sus ruinas se comenzaría a construir el actual- y la Bolsa de Caballeros que se hallaban en primera línea de fuego; el pequeño colegio de los Jesuitas no sufrió daños de consideración al amparo de éstos. 
La muerte del rey Carlos II de España marcó el comienzo del siglo XVIII pues, sin heredero directo al trono, se inició una guerra europea con repercusiones mundiales, la guerra de sucesión española. Consecuencia de ella, en 1706 la Armada del rey Jorge I de Gran Bretaña vino a la bahía de Alicante –que todavía se recuperaba del siglo pasado- y tras bombardear la ciudad, envió a su soldadesca a invadirla, sorprendiendo a sus defensores comandados por el exiliado irlandés mariscal Daniel O'Mahoney, con unas tropas holandesas por tierra de la alianza de La Haya. Tras capitular, los protestantes mataron, quemaron, destrozaron y saquearon a diestra y siniestra, incluido el dinero ahorrado por los Jesuitas para la construcción del nuevo colegio que iba a albergar también enseñanza secundaria. Hasta 1709, no fueron expulsados los británicos por un ejército combinado por tropas españolas y francesas a las órdenes del mariscal Claude François Bidal d'Asfeld. Tras el final de la guerra continuaron los Jesuitas con su labor educativa y con lo que fueron ahorrando junto con rentas y donaciones, entre las que destacó la del caballero alicantino Pedro Borgoñó, en el año 1724 justo antes de comenzar las obras del edificio los Jesuitas de Alicante, dados los citados acontecimientos durante la guerra de Sucesión, acordaron poner bajo la protección del monarca Felipe V de España el templo y el colegio por lo que a través del padre provincial de la “Corona de Aragón”, José Matías de Leris, se le hizo llegar al monarca tal petición. El rey Felipe V aceptó el patronazgo el 7 de agosto de 1724 mediante Real orden comunicada a la comunidad de jesuitas por el caballero alicantino Antonio Rotlá, quien en calidad de comisionado regio, tomó posesión del patronato del colegio durante una celebración organizada al efecto con la asistencia de las autoridades de la ciudad. Tras los festejos se dio comienzo a la construcción del edificio colegial, en cuyo diseño ornamental intervino Juan Bautista Borja –manteniendo la misma elegancia que le había proporcionado a la puerta trasera del ayuntamiento de Alicante-, con el acuerdo de poner el blasón real tanto en la puerta de acceso al colegio sobre el dintel del pórtico flanqueado por pilastras planas con pedestal y rocalla rococó, como en el altar mayor del templo. Las obras comenzaron en 1725 con sillares provenientes de la cantera de «San Julián» en la Sierra Grossa que trabajaba Fco Mingot, avanzaba rápido y en 1732 habían ejecutado casi la mitad del edificio, esto es la fachada oeste por fuera, totalmente plana y con amplias ventanas enmarcadas por molduras curvilíneas y cerradas por rejas, y la arquería interior del claustro del pabellón completo más la mitad de la fachada sur lo que suponía casi medio claustro pero a falta de levantar los pisos altos de los pabellones este, que únicamente albergó el templo, y un tercio del pabellón norte que habrían cerrado el claustro. Se levantó solamente una de las esquinas rematadas con falsa torre, aprovechando el desnivel de la parcela, terminada con una galería de arcos y rematada por tejado a tres aguas. Se pararon las obras pues había que generar fondos nuevamente y la iglesia de momento se quedaba en capilla. Desde la llegada del nuevo monarca Carlos III de España en 1759 procedente del Reino de las Dos Sicilias comenzaron los rumores en la corte de Madrid de su posición regalista, pero la hostilidad a la Compañía de Jesús no fue esperada en absoluto por los jesuitas y en el año 1767 se materializó cuando el 20 de marzo el rey Carlos III ordenó la expulsión de los jesuitas mediante real Pragmática Sanción que en Alicante fue ejecutada por el alcalde mayor Antonio Calderón, y corregidor en funciones, la madrugada del 3 de abril. La Corona se incautó de todos los bienes muebles e inmuebles de la Compañía, sus archivos pasaron al ayuntamiento y su biblioteca engrosó la del Seminario Diocesano de San Miguel (Orihuela). La condena alcanzaba su perpetuo extrañamiento de los dominios de España.
El rey Carlos III que conocía sobradamente el problema de los cautivos cristianos en tierras de la Berbería, en colaboración con los padres mercedarios y los trinitarios rescató a los cautivos genoveses procedentes del islote de Tabarka y tras un largo peregrinaje por la península, recalaron en Alicante el 19 de marzo de 1769, donde fueron provisionalmente hospedados en el antiguo Real Colegio de la Compañía de Jesús, entonces vacío, hasta su partida en abril de 1770 a la colonia que les habían construido en la rebautizada isla de Nueva Tabarca y actualmente isla de Tabarca.

### Convento de las monjas agustinas de la Sangre
En paralelo se desarrolla la historia de las monjas canónigas agustinas que habitaban en el pequeño convento de la Preciosísima Sangre de Cristo situado en el lado opuesto de la manzana y misma calle de la pequeña iglesia de los jesuitas a la que nos hemos referido, mirando a la "Puerta Ferrisa" que iba siendo transformada en casa-palacio del marqués de Elche entonces Bernardino de Cárdenas y Portugal. Comenzaron la comunidad Constanza Carroz, como priora, y Francisca Matheu y se establecieron en la antigua ermita de la Virgen de la Soledad en 1606. Entre otras labores prestaban asistencia a los reos de muerte, pues frente a la ermita estaba el lugar despoblado donde eran ajusticiados. Para su convento tomaron el nombre de la cofradía que había costeado su venida desde el monasterio de canónigas de San Cristóbal de Valencia, en el tiempo en que Jerónimo Vallebrera y Pedro Ramiro del Espejo eran los cónsules de dicha cofradía. Al principio las religiosas fueron alojadas en una casita anexa junto al edificio de la ermita. Enseguida introdujeron mejoras hasta convertirlo en cenobio, gracias a donativos y a su propio trabajo educativo, puesto que admitieron educandas a partir de los 5 años de edad de entre las familias de nobles, generosos y caballeros del Alicante de la época -tal cual relata el Libro de la Fundación del convento de la Sangre-, como p. ej. las hermanas Alfonsa y Violante Ansaldo, Ana Canicia, Antonia, Silveria y Teodosia Pascual de Ibarra, Margarita Pérez de Sarrió (de esta última familia salieron varias religiosas que llegaron a ser prioras), Margarita Tredós, Catalina y Laudamia Rocafull, Jacinta Salafranca…
Al mismo tiempo que esta comunidad de religiosas iba creciendo, a nivel político se iniciaba el declive del imperio español de los Austrias, y comenzaba el expansionismo beligerante de Francia: estalló la guerra de los Nueve Años y, entre otras medidas, el “Rey Sol” envió en el verano de 1691 la flota de Levante a atacar los principales puertos de España en el Mediterráneo. Primero fue Barcelona y, después, vino el terrible bombardeo de Alicante durante una semana, con tregua de por medio. La mayor parte de las monjas Agustinas huyeron a refugiarse al monasterio de la Santa Faz y, desde allí, junto con las monjas clarisas y la santa reliquia, otra vez al Santuario de la Nuestra Señora de Orito, en Monforte del Cid. Más de 4.000 bombas fueron arrojadas y, al igual que la ciudad, el humilde convento de las monjas agustinas quedó en muy malas condiciones pues se hallaba ubicado en zona expuesta. Hubo que hacer continuas reparaciones, por lo que las donaciones y rentas que obtenían tuvieron que ser dedicadas a su reconstrucción, además de seguir alimentándose de la caridad. Pero ahí no acabaron sus desgracias pues, para cuando ya tenían consolidado el edificio, debido a la guerra de sucesión española, la ciudad fue invadida y ocupada por los británicos (1706-09) y, entre el botín de guerra, los invasores les robaron la talla de la Virgen de la Soledad del siglo XV. 
Una vez derrotados los británicos, el Consejo de la ciudad encargó al escultor alicantino Bautista Vera en 1710 la que fuera segunda talla de la Virgen de la Soledad. Pero como debido a las obras de reconstrucción de la ciudad se había trasladado a la llamada Plaza de las Horcas (lugar de ajusticiamiento), la nueva talla acabó tomando el sobrenombre de «La Marinera», por ser la imagen a la que se encomendaban los marineros cuando se hacían a la mar para no ser capturados por los piratas berberiscos.
Tras la expulsión de los jesuitas, la por aquel entonces priora del convento de las agustinas, Nicolasa Montes, solicitó al obispo de Orihuela José Tormo Juliá que intermediara ante el rey Carlos III para que ellas pudieran abandonar su ruinoso convento y mudarse al edificio abandonado por los jesuitas, que era de propiedad real. El rey dictó Real Orden de fecha 4 de octubre de 1785, poniendo el edificio de lo que fue el Real Colegio de los Jesuitas a disposición del obispo de la diócesis para que lo habitaran las religiosas, quien comisionó al cura de la entonces de colegiata de San Nicolás, Francisco Lahora, para tal acto. La toma de posesión del edificio por el obispado tuvo efecto el 20 de octubre de 1785; por parte del rey acudió el gobernador de Alicante, Antonio Oliver, y por parte del obispo el sacerdote antes mencionado. El edificio aún estaba necesitado de obras, aunque ya estaban construidos medio claustro y casi tres fachadas exteriores, que todavía ocupan la propiedad en la manzana. Dado lo limitado de sus fondos, las monjas agustinas decidieron levantar únicamente una cúpula sobre un tambor de forma octogonal que iluminara la escalera principal, de acuerdo al proyecto original, y se olvidaron del pabellón este; por la fachada norte, únicamente levantaron un muro. Además hubo cambios en el interior, puesto que el edificio abandonaba su función colegial para convertirse en convento de clausura, pero con presencia de educandas. Tras realizarse todas estas obras, en 1790 se produjo el traslado definitivo de la comunidad de monjas de la Sangre, como eran popularmente llamadas en Alicante. Pasaban a ser vecinas del monasterio que los agustinos, quienes se encontraban establecidos al otro lado de la calle de San Agustín, a la que habían dado nombre medio siglo antes. 
La antigua capilla de los jesuitas fue reabierta en 1804, manteniéndose la planta rectangular original, con meros cambios de usos en lo concerniente a la sacristía. A ambos se abrieron dos puertas que conducían, una a la sacristía, y la otra al confesionario de las monjas, cada una de ellas con una inscripción recordando la intervención de los obispos Tormo y Cebrián, junto con sus escudos heráldicos. También se añadió un enrejado al acceso a la iglesia desde el interior del colegio, convirtiendo el ancho pasillo en una habitación para acomodo de las monjas y que pudieran oír misa y cantar. El altar mayor estaba presidido por un crucifijo, y se mantenían en las hornacinas los tres altares laterales, si bien ahora dedicados a la Soledad, a San Agustín, y a su Santa Mónica. Además se añadió coro alto y bajo, y órgano. Todo el conjunto (convento y capilla) fue bendecido por el nuevo obispo de la diócesis oriolana, Francisco Cebrián Valda, y puesto bajo el mismo nombre que tenía el antiguo convento de las canónigas agustinas: Preciosísima Sangre de Cristo.
El siglo XIX fue convulso para España, y Alicante seguía siendo un puerto clave en el Mediterráneo. En su primera década, el afán de expansionismo del emperador francés Napoleón Bonaparte y la falta de previsión de nuestros gobernantes, que firmaron el ponzoñoso Tratado de Fontainebleau (1807), desencadenaron la Guerra de la Independencia Española. Dentro de ese marco histórico se produjo la 2.ª batalla de Valencia por el mariscal Suchet y como tropa de apoyo desde tierras extremeñas el mariscal Auguste Marmont envió tres divisiones con el general Louis-Pierre Montbrun al mando hacia allí pero éste se desvió del camino, dirección hacia Alicante. Tomaron el monasterio de los Ángeles y tras exigir la rendición de la ciudad como las autoridades se negaron a entregarla, el 16 de enero de 1812 comenzaron a bombardear; esta vez el Convento de las Agustinas al estar al abrigo del monte Benacantil no sufrió daños. Además la habilidad artillera del Ejército español echó por tierra la ambición francesa de hacer botín y no tuvieron más remedio los de Napoleón que reagruparse y marchar hacia el norte de España pues Valencia ya había caído, convirtiéndose Alicante en la capital del virreinato o antiguo Reino de Valencia. En julio de ese año se produjo la 1.ª batalla de Castalla con derrota de las tropas españolas por lo que en julio de 1812 desembarcó en el puerto de Alicante una división británico-siciliana, quienes venían esta vez como aliados, compuesta por 6.000 hombres sin caballería con el general Thomas Maitland al mando. Encontrándose el monasterio de la Santa Faz en medio de uno de los posibles accesos de las tropas napoleónicas a la ciudad, fue ocupado por parte de las tropas aliadas y las monjas de la Orden de las Hermanas Pobres de Santa Clara fueron trasladadas -junto con la reliquia de la Santa Faz de Alicante- en agosto del mismo año a la ciudad. Allí fueron acogidas por las monjas agustinas de la Sangre en su recién estrenado convento. Tras la victoria de las tropas españolas con sus aliados británicos en la 2.ª batalla de Castalla en 1813, partió del puerto de Alicante la totalidad de las tropas acantonadas en la ciudad rumbo a Tarragona y el 28 de mayo de ese año regresaron las monjas clarisas a su monasterio de la Santa Faz. Décadas después el vecino convento de la rama masculina de la Orden de San Agustín fue abandonado por amenaza de derrumbe y la mayor parte de sus tesoros artísticos fueron a mejorar el monasterio de la Santa Faz. El de los agustinos fue demolido, hasta que en 1848 fue convertido en solar y después transformado en plaza, todavía llamada plaza de Quijano que conserva una fuente adornada con el retrato de San Agustín sobre azulejos.
Finalizó el reinado de Isabel II de España con la revolución de 1868 que se aprobó, entre otras libertades, la libertad de culto así como la libertad de exclaustración por la Junta Revolucionaria según consta en la Declaración de Derechos del 9 de octubre firmada por su joven secretario Eleuterio Maisonnave, pero no hubo noticia de que alguna monja agustina de la Sangre abandonara el convento. Dio comienzo el llamado Sexenio democrático en España y se instauró el Gobierno Provisional de 1868-1871 durante el cual las Cortes alumbraron la nueva Constitución española de 1869 y escogieron un miembro de la Casa de Saboya, iniciándose el difícil reinado de Amadeo I de España que desembocó en la Primera República Española a principios de 1873. Pero Alicante, que no había sufrido las dos primeras guerras carlistas, sí padeció la rebelión cantonal cuando los sublevados cartageneros se apoderaron de la flota de la Armada amarrada en el Arsenal de Cartagena. El 20 de julio la fragata ''Vitoria'' (1867) con Antonio Gálvez Arce como líder rebelde entró en el puerto de Alicante. Pretendía que la ciudad se sumara a la rebelión además de 100.000 duros para su movimiento cantonalista que no obtuvo, pero en su salida del puerto de Alicante se apropió del vapor de guerra Vigilante y de dos escampavias. En su desacuerdo con las autoridades municipales dejó nombrada una junta rebelde a la que nadie reconoció. Maisonnave, que ya era ministro de la Gobernación, por telegrama felicitó a la ciudad por no amilanarse y la animó a resistir a la vez que abandonaba la capital dirección Alicante. En su salida del puerto los buques de Antonio Gálvez se cruzaron con el ''SMS Friedrich Carl'' (1867) que inicialmente venía a Alicante para interesarse por sus nacionales y que se lanzó en su persecución. Vinieron los insurrectos con la ''Numancia'' (1864) y el vapor ''Don Fernando el Católico'' (1851) a cobrar el impuesto revolucionario pero la ciudad que no iba a ceder al chantaje se fue preparando y armando para el bombardeo de Alicante (1873) que comenzó la madrugada del día 27 de septiembre y la ciudad fue sufrió la muerte de ocho ciudadanos pero se defendió y sobrevivió, y parte de las monjas se quedaron auxiliando en las labores sanitarias en el Hospital de sangre creado al efecto en el convento bajo la dirección de José Sánchez Santana, y el resto se refugiaron en el monasterio de la Santa Faz. El edificio del convento resistió pues había sido proyectado como fortaleza por los jesuitas. 
La historia siguió su curso con etapas agitadas como la tercera guerra carlista y pacíficas como la restauración borbónica en España, pero el XIX finalizó sin afectar directamente a Alicante y así comenzó el siglo XX, embarcando tropas por motivo del conflicto colonial en Marruecos, pero esa misma monarquía restaurada encarnada en la persona de Alfonso XIII de España cayó dos días después de las elecciones municipales de España de 1931 y el 14 de abril se llevó a cabo la proclamación de la Segunda República Española. El 11 de mayo comenzaron días aciagos en los que se produjo la primera oleada de quema de conventos e iglesias en España, Alicante sufrió la embestida de los violentos que quemaron, entre otros edificios, el convento de las agustinas y murió la monja Josefa Jover Pérez de 82 años; además hubo graves daños materiales especialmente en su iglesia-capilla de la Preciosísima Sangre de Cristo donde ardieron los altares, incluida la talla de la Virgen de la Soledad . Las supervivientes fueron acogidas por familias cercanas dada su situación crítica.
Comenzaron los trabajos para constituir el estado republicano y una vez aprobada la constitución española de 1931 decretaron las Cortes la “Ley de Confesiones y Congregaciones religiosas” en desarrollo de la constitución, ley que en su artículo 11 estableció la nacionalización de los templos de toda clase y resto de propiedades de la Iglesia católica en España así como la limitación de otros derechos. Pero no sería hasta el estallido de la guerra civil española tras el golpe de Estado en España de julio de 1936, en que las monjas agustinas hubieron de abandonar el edificio bajo el gobierno del Frente Popular para esconderse, pues comenzaba la persecución religiosa durante la guerra civil española y el convento fue convertido en checa.
Finalizada la guerra, con el franquismo regresaron las órdenes religiosas a Alicante, y las monjas agustinas pudieron volver a ocupar el convento, recuperando así su carácter religioso. Además se convirtió, desde 1942, en sede de dos pasos de la Semana Santa alicantina: la Virgen de la Soledad (reconstruida, ya que pudieron salvar el rostro), que salía en procesión por Alicante desde tiempo inmemorial pues era la imagen procesional mariana más antigua, y el Cristo del Divino Amor, constituyéndose la Cofradía de la Virgen de la Soledad, “La Marinera” y del Cristo del Divino Amor. Algo más de un año después sería la fecha de la trágica explosión de la Armería El Gato, en la cercana plaza del ayuntamiento de Alicante, donde perdieron la vida 17 personas además de dejar 123 heridos, y que destrozó edificios, alcanzando incluso el convento de las monjas agustinas, cuyas cristaleras estallaron ref>El Mundo: 75 años de la explosión de “el Gato”</ref> y en cuyo tejado cayeron cascotes causando daños.
A comienzos del siglo XXI, habiendo culminado ya la transición española y con la Constitución de 1978 en vigor, la fundación La Luz de las Imágenes, perteneciente a la Generalidad Valenciana, programó y restauró durante el año 2005 varios edificios históricos. Entre estos se incluyó el convento, donde se restauró la fachada y se ejecutaron obras de embellecimiento en el interior de la iglesia-capilla, todo ello en el marco de en la exposición “La Faz de la Eternidad” de la que luego se publicaron los catálogos El edificio fue catalogado como Bien de Interés Cultural por la Generalidad Valenciana (inventariado con el código 0332014004), y declarado Patrimonio cultural por el ayuntamiento de Alicante. Por fin, en el año 2006, se cumplió el 400 aniversario de la fundación, en Alicante, del primer convento de estas populares “monjas de la Sangre”.

### Abandono del convento
En 2019, el obispado de Orihuela-Alicante pidió a la comunidad de canónigas agustinas que se trasladase al Monasterio de la Santa Faz, dado que las monjas clarisas de allí habían anunciado que lo iban a tener que abandonar. El traslado se llevó a cabo en julio de 2019 y, desde esta fecha, el convento de la Sangre permanece vacío y sin uso, aunque las cofradías permanecen activas. Existen planes del ayuntamiento de Alicante para convertirlo en museo de la Semana Santa, que aún no se han concretado.